# Josefine von Knorr

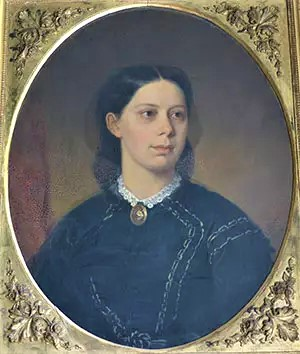
Josefine von Knorr (Gemälde von Karl von Blaas, 1872)

Josefine von Knorr (* 16. April 1827 in Wien; † 30. Mai 1908 in Gresten) war eine österreichische Dichterin und Übersetzerin.

## Leben
Josefine, Freiin von Knorr, war die älteste Tochter des k.k. Staatsrats und Besitzers der Herrschaft Stiebar in Niederösterreich, Josef Freiherr von Knorr (1782–1839), aus der Ehe mit Emilie, Freiin von Metzburg, Tochter des Statistikers Johann Nepomuk von Metzburg. Sie erhielt eine ungewöhnlich sorgfältige Bildung und Erziehung. Sie sprach Italienisch, Englisch und Französisch und las Vergil im Original. Ihr Vater starb 1839, ihre Mutter 1856, nachdem diese 1848 auch ihren zweiten Ehemann, den Grafen Ferdinand von Colloredo-Mannsfeld, verloren hatte.
Sie lebte dann an wechselnden Orten, bis sie sich schließlich 1876 in Paris eine zweite Heimat fand. Zeitweilig verbrachte sie die Sommermonate auf ihrem Schloss Stiebar bei Gresten in Niederösterreich, wo sie zahlreiche in- und ausländische Besucher aufnahm. 1878 wurde sie Ehrenstiftsdame des k.k. Damenstiftes Maria Schul in Brünn in Mähren. Bei der Weltausstellung in Chicago 1893 wurde ihr die goldene Feder als Preis zuerkannt, 1894 wurde sie vom französischen Unterrichtsministerium mit der »Palmes d’Officier d’Academie« ausgezeichnet. Von dessen Gründung 1891 bis zu dessen Auflösung 1904 gehörte sie dem Wiener konservativen SchriftstellerInnenbund »Iduna« an.
Als Lyrikerin stand die mit Franz Grillparzer, Ferdinand von Saar, Betty Paoli, Dora d’Istria (Prinzessin Helene Ghica) und besonders Marie von Ebner-Eschenbach befreundete Josefine von Knorr unter dem Einfluss Lord Byrons, dessen »Tales« sie zu ihrem im Alter von 20 Jahren geschriebenen epischen Gedicht »Irene« inspirierte. Während ihres Lebens gab Josefine von Knorr drei Gedichtsammlungen heraus: »Sommerblumen und Herbstblätter« 1885, »Neue Gedichte« 1887 und »Aus späten Tagen« 1897. Daneben übertrug sie auch englische, französische, italienische und albanische Werke ins Deutsche.
Josefine von Knorr starb unverheiratet und kinderlos auf ihrem Schloss Stiebar in Gresten. Ihr umfangreicher Briefwechsel mit Marie von Ebner-Eschenbach wurde 2016 herausgegeben.

## Werke (Auswahl)
- Irene, ein Gedicht. Wien: Auer, 1858
- Neue Gedichte. Wien: L. Rosner, 1872
- Sommerblumen und Herbstblätter. Gedichte. Wien: L. Rosner, 1885
- Aus späten Tagen. Gedichte. Stuttgart: Cotta, 1897
- Gedichte. Stuttgart / Berlin: Cotta, 1902
- Abendgedanken. Wien: Daberkow, [1907] (Allgemeine National-Bibliothek, 396)